# Else-Marie Strese
Else-Marie Karlsson Strese, född 1951, är docent i agrarhistoria vid Sveriges lantbruksuniversitet och disputerad biolog. Sedan 1991 är hon intendent vid Nordiska museets avdelning Julita gård.
Streses forskning handlar om växtförädling, biologisk mångfald med fokus på kulturväxter, exempelvis sparris och humle. Hennes avhandling vid Freie Universität Berlin 1981 undersökte lupiner. Vid Julita gård har hon byggt upp genbanker för sparris och humle inom det nationella Programmet för odlad mångfald (POM).

## Publikationer i urval
- Strese, Else-Marie, Humle i den svenska nationella genbanken, 1. uppl., Programmet för odlad mångfald (POM), Sveriges lantbruksuniversitet, Uppsala, 2016

- Strese, Else-Marie & Tollin, Clas, Humle: det gröna guldet, 1. uppl., 2015

- Karlsson Strese, Else-Marie, "Sparrisuppropet": inte bara sparris, Sveriges Lantbruksuniv., Uppsala, 2008

- Karlsson Strese, Else-Marie, Quantitative und qualitative Darstellung des Alkaloidmusters bei Lupinus Polyphyllus (Lindl.) in Verbindung mit Untersuchungen über Merkmalskorrelationen, Institut für angewandte Genetik der Freien Universität Berlin, Diss. Berlin,Berlin, 1981